# Autoritatea Rutieră Română
Autoritatea Rutieră Română este o instituție publică, aflată în subordinea Ministerului Transporturilor.

## Actele normative care reglementează organizarea și funcționareaAutoritații Rutiere Române– A.R.R.
Hotărârea Guvernului nr. 625/1998 cu modificările și completările ulterioare, privind organizarea și funcționarea Autorității
Rutiere Române - ARR. Autoritatea Rutiera Română - A.R.R. este instituție publică cu personalitate juridică în subordinea
Ministerului Transporturilor conform prevederilor art. 3, alin. 1 din Ordonanța Guvernului nr. 95/1998 privind înființarea
unor instituții publice în subordinea Ministerului Transporturilor. Autoritatea Rutiera Română - A.R.R. este organismul
tehnic specializat al Ministerului Transporturilor, desemnat să asigure, în principal, inspecția și controlul în trafic, al stării
tehnice a autovehiculelor rutiere și remorcilor, precum și al îndeplinirii condițiilor de operare a transporturilor rutiere,
inspecția și controlul respectării reglementărilor interne și internaționale privind condițiile de siguranță a transporturilor
rutiere și de protecție a mediului, licențierea operatorilor de transport rutier, punerea în aplicare a normelor tehnice și a
reglementărilor specifice transporturilor rutiere, pe baza împuternicirii date de Ministerul Transporturilor conform
prevederilor art. 3, alin. 2 din Ordonanța Guvernului nr. 95/1998 privind înființarea unor instituții publice în subordinea
Ministerului Transporturilor.

## Lista categoriilor de documente gestionate
- licența de transport;
- copia conformă a licenței de transport;
- certificat de transport în cont propriu;
- copia conformă a certificatului de transport în cont propriu;
- certificat de competență profesională;
- licență de traseu;
- licență pentru activități conexe transportului rutier;
- activități desfășurate de autogară;
- activități de intermediere a operatorilor de transport rutier public.

## Principalele atribuții
- exercită inspecția și controlul de stat privind îndeplinirea condițiilor de operare în transporturile rutiere, respectarea reglementărilor interne și internaționale referitoare la transportul rutier, inclusiv cele referitoare la transportul mărfurilor periculoase și la perioadele de conducere și de odihnă ale conducătorilor vehiculelor care efectuează transporturi rutiere, precum și alte activități de inspecție și control date în competența sa prin acte normative specifice;
- licențiază operatorii/întreprinderile de transport rutier public/cont propriu, precum și de activități conexe transportului rutier;
- ține evidența deținătorilor de licențe/certificate pentru executarea de transporturi rutiere și de activități conexe, centralizează și valorifică informațiile prin sistemul integrat de operare și de gestiune a bazelor de date;
- elaborează programe de transport rutier public de persoane prin servicii regulate;
- efectuează verificarea și atestarea pregătirii/perfecționării profesionale a categoriilor de personal din transporturile rutiere;
- avizează îndeplinirea condițiilor de funcționare a școlilor de pregătire a conducătorilor auto, precum și a programei școlare;
- atestă instructorii auto și profesorii de legislație rutieră;
- acordă consultanță în probleme privind normele și reglementările interne și internaționale din domeniul transporturilor rutiere și servicii de informare și îndrumare a operatorilor de transport rutier;
- colaborează cu alte organisme de specialitate, în vederea inițierii unor programe de prevenire a evenimentelor rutiere și participă la activitatea de cercetare a evenimentelor deosebite și a situațiilor de pericol, pentru limitarea lor;
- colaborează cu instituții și organisme naționale și internaționale la organizarea unor acțiuni de cunoaștere și aplicare a reglementărilor în domeniul transporturilor rutiere;

## Organizarea
ARR este organizată la nivel central și are 42 de agenții în toate județele țării și în municipiul București, care exercită unele atribuții ale ARR în raza lor de activitate.
- Supuran Sorin - Director General
- SajtosS Laslo- Director General Adjunct
- Manole Petruța - Director Economic
- Dobrilă Daniela - Director Licențe și Autorizări
- Toader George Cristian – Director - Juridic și Contencios Administrativ
- Olariu Vasile - Inspector Șef
- Răducă Valeriu - Director Achiziții Publice și Administrativ

### Șefi agenții
- Agenția București - Cornel Pieptea
- Agentia Timișoara - Costan Adrian Vasile
- Agenția Constanța - Butnaru Marian

## Activitate
În anul 2009 ARR a aplicat amenzi de 51,8 milioane lei, și a controlat 240.783 de autovehicule.
În anul 2008 numărul de autovehicule controlate a fost de 211.879, iar amenzile au fost de 41,6 milioane lei.